# Клузий
Клу́зий (лат. Clusium) — древний город в Италии, один из нескольких найденных на этой территории. Нынешний муниципалитет Кьюси (Тоскана) частично перекрывается римскими стенами. Римский город, который представляет собой перестроенный ранее этрусский город Клевсин (Clevsin), найден на территории доисторической культуры, возможно, также этрусской или ранней этрусской. Он расположен на севере центральной части Италии на западной стороне Апеннин.

## История
К тому времени, когда Клузий появляется в истории Тита Ливия, он уже является значимым этрусским городом, к которому обращаются за помощью против Древнего Рима. О его жизни до упоминания Ливием говорится только о то, что когда-то город назывался Камарс (Camars). Существуют различные теории о происхождении города. В Клузие были найдены керамические изделия доэтрусской цивилизации. Один из распространенных типов урн для праха, также был найден в результате кремации в 8 веке до н. э. Урны в виде хижин со стенами из прутьев и глины, с соломенными крышами, по-видимому, являлись домами покойных. Этот стиль архитектуры так сильно отличается от классического этрусского стиля, что многие этрусскологи отрицают преемственность. С другой стороны, очевидно, что население данного региона получило мощный приток от греческих колоний, таких как город Кумы, и от греческих иммигрантов. Теория меньшинств в настоящее время является протоиталийской. В этой теории этруски, пришедшие с берега или из Эгейского моря, расселились в городе Умбрии и переименовали его в Камарс (Camars), что означает «болото» в италийском языке. Огородив город стеной, они изменили своё название на «огороженное место», используя этрусскую форму, Clevsin, совершенного пассивное причастие, clusus, в латинском cludere, «чтобы закрыть». Клевсин (Clevsin) и Камарс (Camars) более удобные названия в этрусской среды, так как являются этрусскими словами. В ограниченном этрусском словарном запасе имеется слово camthi, название магистратуры, которое может быть сегментировано cam-thi, где -thi — известное окончание локатива (местного падежа). Ar, -arasi, -aras являются окончаниями множественного числа в различных случаях. Cleva — это приношение. S и -isi — окончания родительного и дательного падежей. Для окончательного подтверждения данной теории требуется больше доказательств.
Древний город Клузий был расположен на холме над рекой Кланис, рядом с озером Клузий (лат. Clusium). На месте, где находился древний город Клузий, расположились римляне, уничтожившие  многие этрусские слои. Например, древние источники описывают гробницу Ларса Порсены в Клузие.
Ларс Порсенна, этрусский царь, решивший не восстанавливать монархию, вместо этого способствовал созданию Республики. В то время Клевсин (лат. Clevsin) был главным городом этрусской лиги.
Ларс Порсенна отправился в Рим с армией. Возможно, отсутствие решительности стало причиной того, что ему не удалось захватить мост Pons Subliciu, который защищал Гораций Коклес. В легенде Порсенна, либо захватил город и потом вернул его республиканцам, либо отказался вести войну в дальнейшем (находясь под впечатлением от храбрости Горация). Порсенна, как сообщается, направил своего сына Арунса взять город Арицию, но ему это не удалось, и он был убит. После чего город Клузий исчез из истории на несколько сотен лет.
Плиний Старший писал, что великолепная гробница была построена для Порсенны большой мавзолей, окружённый каскадом пирамид над лабиринтом подземных комнат, в которых можно заблудиться. Плиний никогда не видел эту гробницу, так что его описание было основано на докладе Варрона и, возможно, сделано путём сопоставления с минойскими лабиринтами, которые он описывал ранее. Гробницы больших размеров были построены в Киузи в конце архаического периода, и современные ученые пытались связать их с легендарной гробницей Порсенны.